# Cacosternum namaquense
Cacosternum namaquense é uma espécie de anfíbio da família Petropedetidae.
Pode ser encontrada nos seguintes países: Namíbia e África do Sul.
Os seus habitats naturais são: matagal árido tropical ou subtropical, rios intermitentes, marismas intermitentes de água doce, nascentes de água doce e áreas rochosas.
Está ameaçada por perda de habitat.